# Балка Ягідна (заказник)
Ба́лка Я́гідна — ботанічний заказник місцевого значення в Україні. Об'єкт природно-заповідного фонду Дніпропетровської області. 
Розташований у межах Самарівського району Дніпропетровської області, на північ від села Ягідне. 
Площа 32 га. Статус надано згідно з рішенням облвиконкому від 09.10.1979 року № 568 (зміни від 19.12.1995 року № 50-Р). Перебуває у віданні: Новомосковська райдержадміністрація. 
Статус надано для збереження місць зростання багатьох видів степових трав та чагарників. Є невеликі гайки. 